# NGC 7576
NGC 7576 ist eine Linsenförmige Galaxie vom Hubble-Typ S0-a im Sternbild Wassermann auf der Ekliptik. Sie ist schätzungsweise 165 Millionen Lichtjahre von der Milchstraße entfernt.
Das Objekt wurde am 5. Oktober 1785 vom deutsch-britischen Astronomen William Herschel entdeckt.